# Francis Scott Key Bridge (Baltimore)
Francis Scott Key Bridge, ursprungligen känd som Outer Harbor Crossing (namnändrad 1977) var en bro över Patapscofloden och de yttre delarna av Baltimores hamn. Bron, som var 2,6 kilometer lång, var en av världens längsta fackverksbroar. Bron började byggas 1972 och stod klar 1977.
Francis Scott Key Bridge var den längsta bron i området och under 2023 passerade mer än 12,4 miljoner kommersiella- och passagerarfordon över bron.

## Bakgrund
Francis Scott Key Bridge (namngiven efter Francis Scott Key som 1814 skrev texten till USA:s nationalsång The Star-Spangled Banner), ursprungligen Outer Harbour Crossing, öppnade 1977 och gick nordost från Hawkins Point i Baltimore, till Sollers Point i Dundalk och korsade Patapscofloden, en viktig sjöfartsrutt i Baltimores hamn, och en av de mest trafikerade i USA. Hamnen hanterade mer än 444 000 passagerare och 52,3 miljoner ton utländsk last till ett värde av 80 miljarder dollar 2023.
På bron gick fyra körfält av Interstate 695, två i varje riktning.

## Olyckan

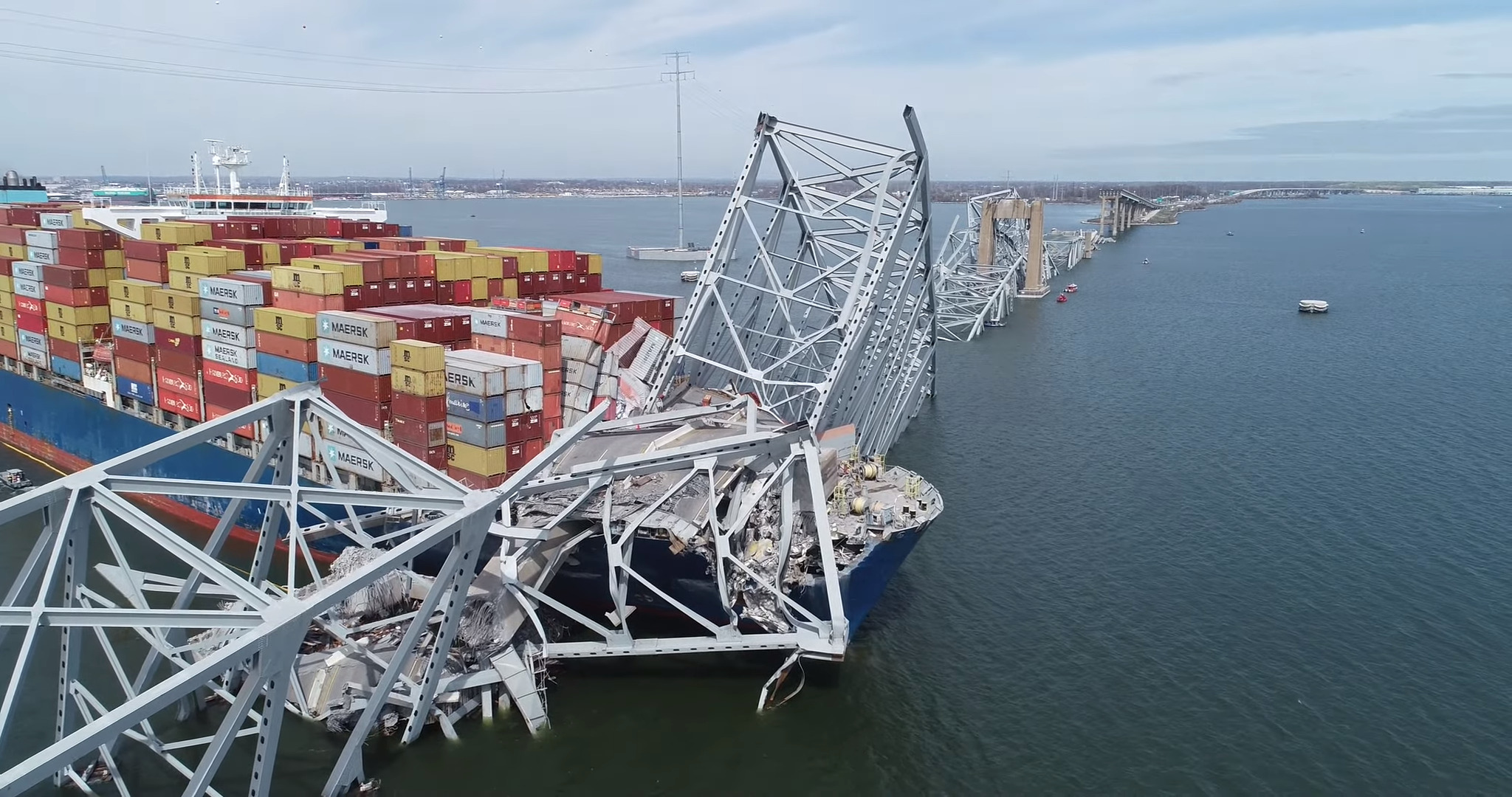
Containerfartyget Dali och den raserade bron.

Det singaporianska containerfartyget Dali lämnade hamnen i Baltimore kl. 00:44 EDT (04:44 UTC) den 26 mars 2024, på väg till Colombo i Sri Lanka. Strax före 01:30 (05:30 UTC) utfärdade fartyget en Mayday och meddelade Maryland Department of Transportation att de hade förlorat kontrollen över fartyget och en allision (kollision med ett stillastående föremål) med bron var möjlig med hänvisning till förlust av framdrivning. Ytterligare trafik stoppades från att korsa bron. Skeppets ljus slocknade och tändes igen några ögonblick senare; lamporna släcktes igen och slogs på igen, samtidigt som rök sågs komma från fartyget. Fartyget släppte sina ankare som ett nödförfarande.
Den 26 mars 2024 cirka en och en halv timme efter midnatt lokal tid, kollapsade mittspannet av bron efter att Dali kolliderat med en av brons pelare.
Två personer räddades från floden; en avböjde medicinsk behandling och den andre fördes till sjukhus i kritiskt tillstånd. Sex medlemmar av ett byggnadsteam som arbetade på vägbanan rapporterades saknade, samtliga saknade har därefter påträffats döda i vattnet under bron.
[uppföljning saknas]